# Saint Deamon
Saint Deamon est un groupe suédois de power metal et hard rock.

## Histoire
Saint Deamon est formé en Suède en 2006, et issu des membres Ronny Milianowicz (ex-Dionysus), Nobby Noberg (ex-Dionysus), Toya Johansson et Jan Thore Grefstad (ex-Highland Glory). Tous les membres du groupe ont une longue expérience de la scène et du studio, en particulier le batteur Ronny Milianowicz, qui a déjà collaboré avec HammerFall, Cans, Primal Fear et Sinner.
Le premier album In Shadows Lost from the Brave est enregistré avec le producteur Jens Bogren, qui travaillait déjà pour plusieurs grands noms du heavy metal comme HammerFall, Symphony X, Paradise Lost, Amon Amarth, Opeth ou Katatonia. Le groupe signe au préalable chez Frontiers Records et sort son album en janvier 2008. Le groupe entame ensuite une longue tournée qui le mène entre autres en Suède, en Norvège, en Autriche, en Italie, en Angleterre et aux États-Unis.
Le successeur du premier album paru en 2008 s'appelle Pandeamonium et sort le 22 mai 2009 également sur Frontiers Records. La production est de nouveau assurée par Jens Bogren en collaboration avec Roy Z, qui a déjà travaillé dans le passé pour des grands noms comme Judas Priest, Halford, Bruce Dickinson ou Helloween. Entretemps, ils entament une tournée passant par le Progpower Scandinavia Festival aux côtés de Candlemass.
En 2011, le membre fondateur Ronny Milianowicz quitte le groupe et est remplacé par Oscar Nilsson à la batterie. En 2019, ils sortent l'album Ghost. Ils signent chez AFM Records et sortent en 2023, l'album League of the Serpent qui atteint la 99e place des charts suisses.

## Style musical
Le groupe mêle metal progressif et power metal. Le chant est relativement aigu, mais on remarque tout de même que Grefstad « sait chanter ».

## Discographie
- 2008 : In Shadows Lost from the Brave
- 2009 : Pandeamonium
- 2019 : Ghost
- 2023 : League of the Serpent (99e place des charts suisses[8])